# Burgen und Stadtbefestigungen König Edwards I. in Gwynedd
Die Burgen und Stadtbefestigungen König Edwards I. in Gwynedd (englisch Castles and Town Walls of King Edward in Gwynedd) sind ein Ensemble von vier Burgen und zwei Stadtmauern in der Region Gwynedd im Norden von Wales, die im 13. Jahrhundert unter der Herrschaft von König Eduard I. errichtet wurden. Sie gelten als herausragende Beispiele mittelalterlicher Militärarchitektur und wurden 1986 als UNESCO-Welterbe unter den Kriterien (i), (iii) und (iv) ausgezeichnet.

## Geschichte
Nach der Eroberung von Wales durch Eduard I. ließ der englische König ab 1283 bis zu seinem Tod 1307 eine Reihe von Burgen und Stadtbefestigungen errichten, um die englische Herrschaft zu sichern. Einige Bauarbeiten wurden unter seinen Nachfolgern fortgesetzt. Die bekanntesten Anlagen sind Beaumaris Castle, Caernarfon Castle, Conwy Castle und Harlech Castle. Hinzu kommen die Stadtmauern von Conwy und Caernarfon.

## Architektur und Bedeutung
Die Burgen zeichnen sich durch ihre innovative Bauweise, ihre imposanten Mauern und ihre strategische Lage aus. Sie wurden von dem berühmten Baumeister James of St. George geplant und gelten als Höhepunkte der mittelalterlichen Festungsarchitektur.

## UNESCO-Welterbe
Die Stätte wurde aufgrund ihrer außergewöhnlichen architektonischen und historischen Bedeutung in die Welterbeliste aufgenommen.
- Kriterium (i): Beaumaris und Harlech Castle sind herausragende Beispiele mittelalterlicher Festungsarchitektur mit innovativer konzentrischer Bauweise und außergewöhnlicher handwerklicher Qualität. Sie gelten als Meisterwerke des königlichen Baumeisters James of St. George.
- Kriterium (iii): Die Burgen und Stadtbefestigungen sind einzigartig umfassend dokumentiert und geben wertvolle Einblicke in mittelalterliche Baukunst, Organisation und das Alltagsleben im späten 13. Jahrhundert.
- Kriterium (iv): Die Anlagen sind herausragende Beispiele für militärische Architektur des späten 13. und frühen 14. Jahrhunderts.

## Galerie
Die vier Burgen im Überblick:

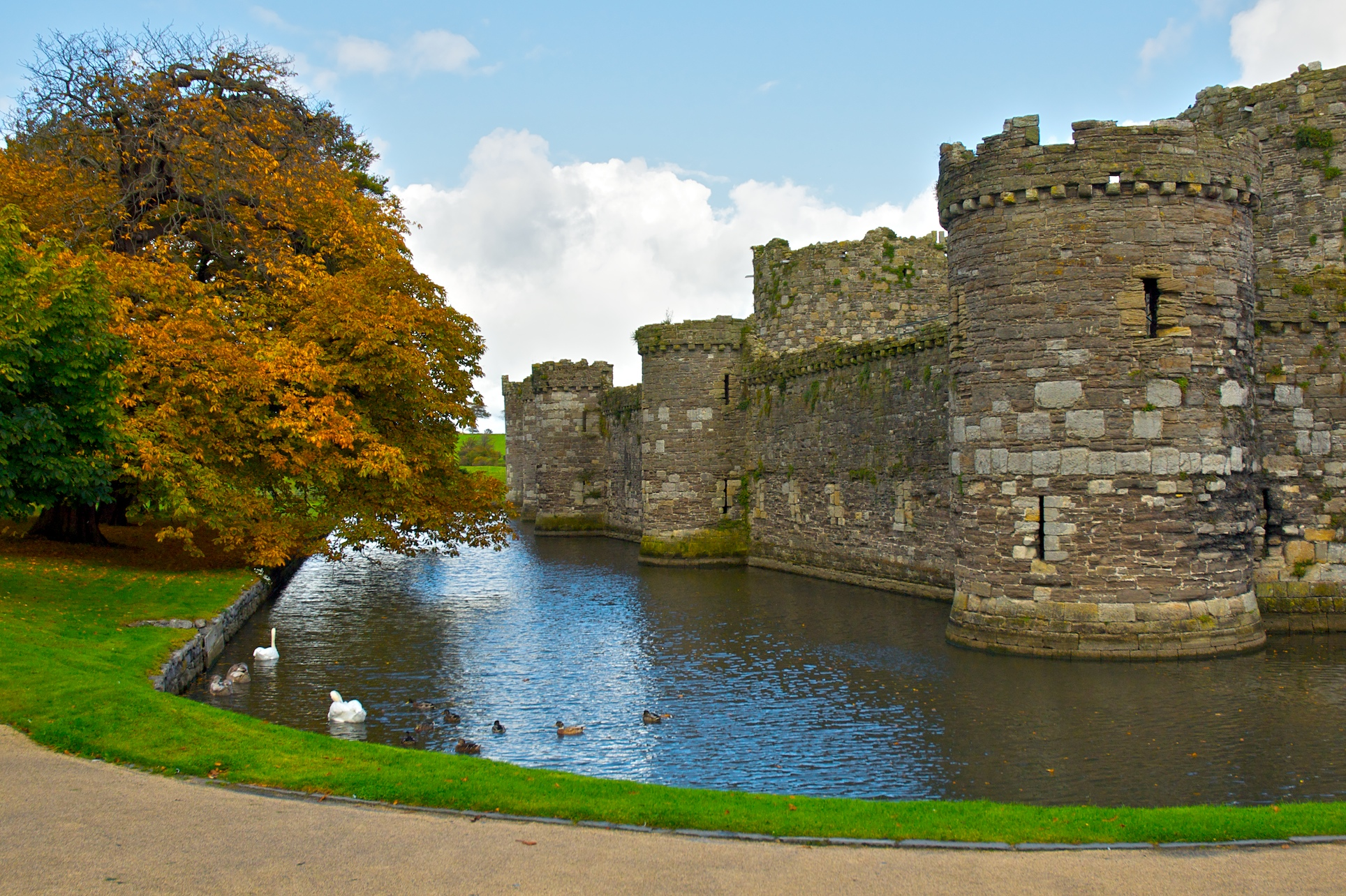
Beaumaris Castle
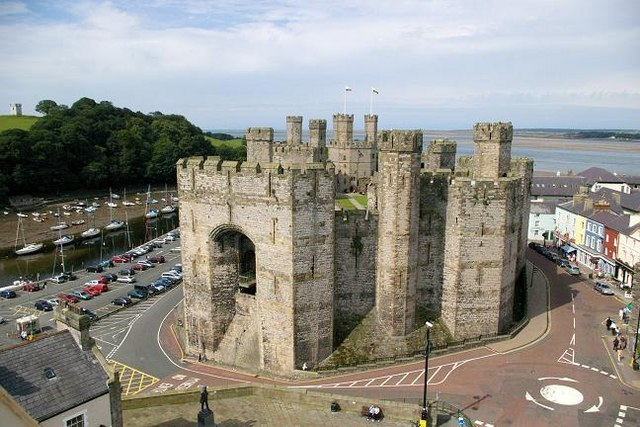
Caernarfon Castle
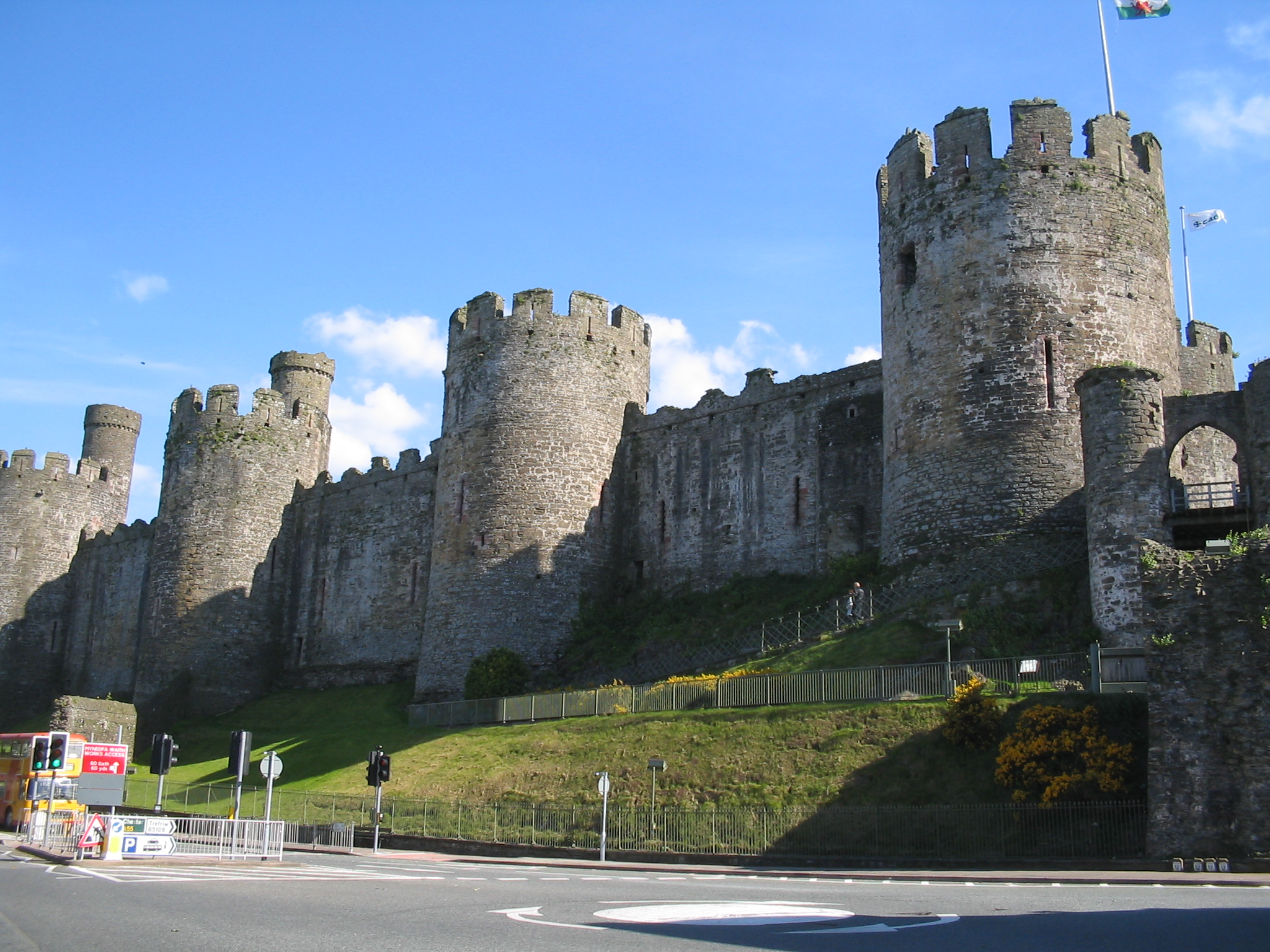
Conwy Castle
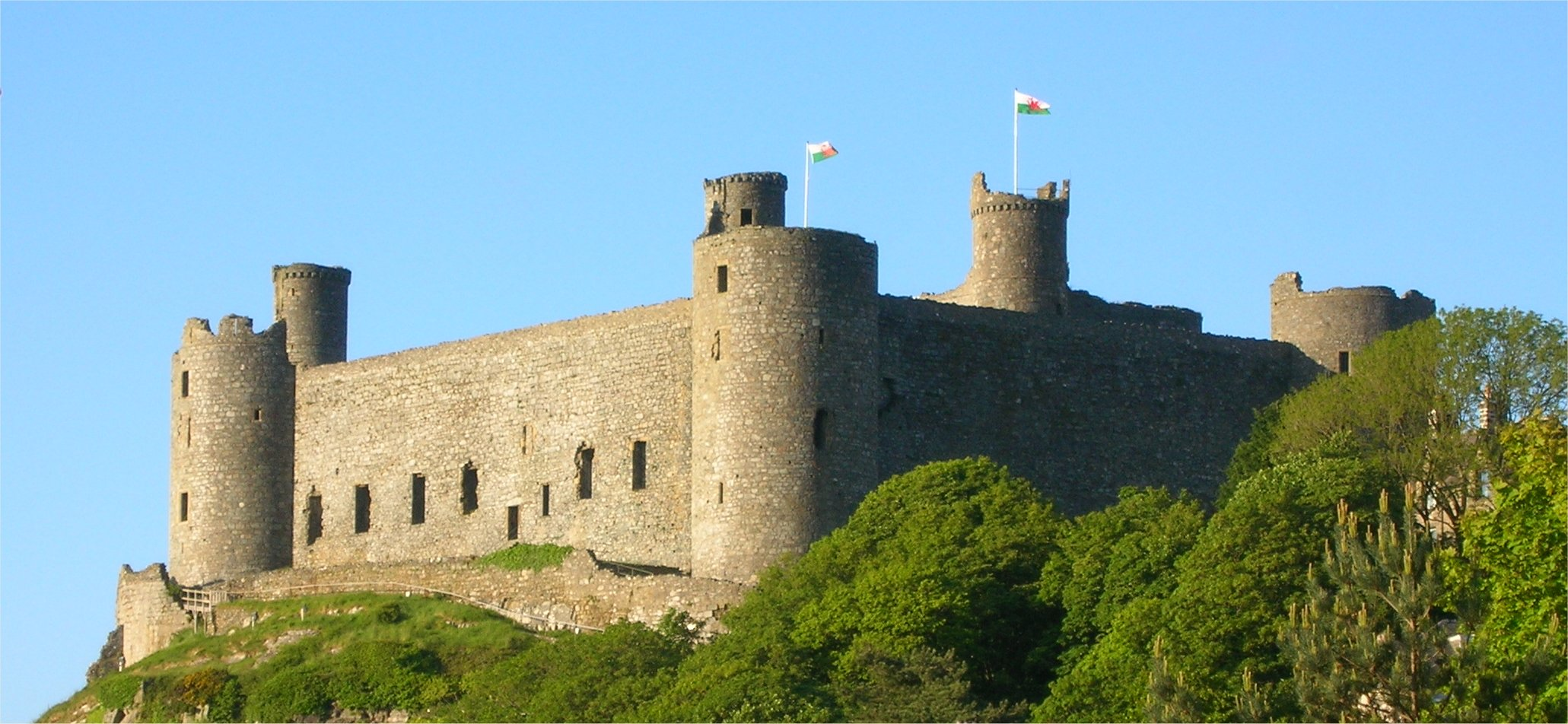
Harlech Castle